# Víctor Ayala
Víctor Hugo Ayala Núñez, plus couramment appelé Víctor Ayala, est un footballeur international paraguayen, né le 1er janvier 1988 à Eusebio Ayala. Évoluant au poste de milieu relayeur, il joue actuellement pour l'Al Nasr Riyad, dans le championnat d'Arabie saoudite.

## Palmarès
Avec le Club Libertad
- Champion du Paraguay en 2010 (tournoi de clôture)

 Avec le CA Lanús
- Champion d'Argentine en 2016
- Vainqueur de la Copa Sudamericana en 2013

## Statistiques

### En club
Le tableau ci-dessous récapitule les statistiques de Víctor Ayala lors de sa carrière en club :
| Saison                | Club                  | Championnat           | Championnat | Championnat | Coupe(s) nationale(s) | Coupe(s) nationale(s) | Compétition(s) continentale(s) | Compétition(s) continentale(s) | Compétition(s) continentale(s) | Autres compétitions | Autres compétitions | Autres compétitions | Total | Total |
| Saison                | Club                  | Division              | M.          | B.          | M.                    | B.                    | Comp.                          | M.                             | B.                             | Comp.               | M.                  | B.                  | M.    | B.    |
| 2009                  | Libertad              | 1                     | 28          | 0           | -                     | -                     | CS                             | 2                              | 0                              | -                   | -                   | -                   | 30    | 0     |
| 2010                  | Libertad              | 1                     | 22          | 1           | -                     | -                     | CL                             | 11                             | 2                              | -                   | -                   | -                   | 33    | 3     |
| 2011                  | Libertad              | 1                     | 34          | 2           | -                     | -                     | CL+CS                          | 9+5                            | 2+0                            | -                   | -                   | -                   | 48    | 4     |
| 2012                  | Libertad              | 1                     | 18          | 1           | -                     | -                     | CL                             | 10                             | 0                              | -                   | -                   | -                   | 28    | 1     |
| 2012-2013             | CA Lanús              | 1                     | 35          | 4           | 1                     | 0                     | -                              | -                              | -                              | -                   | -                   | -                   | 36    | 4     |
| 2013-2014             | CA Lanús              | 1                     | 30          | 4           | -                     | -                     | CS+CL                          | 9+12                           | 2+1                            | -                   | -                   | -                   | 51    | 7     |
| 2014                  | CA Lanús              | 1                     | 17          | 3           | 1                     | 0                     | CS+RS                          | 2+2                            | 0+1                            | CSB                 | 1                   | 0                   | 23    | 4     |
| 2015                  | CA Lanús              | 1                     | 28          | 5           | 5                     | 1                     | CS                             | 4                              | 0                              | LS                  | 3                   | 0                   | 40    | 6     |
| 2016                  | CA Lanús              | 1                     | 12          | 1           | 1                     | 1                     | -                              | -                              | -                              | FC                  | 1                   | 0                   | 14    | 2     |
| 2016-2017             | Al Nasr Riyad         | 1                     | 6           | 3           | 1                     | 0                     | -                              | -                              | -                              | -                   | -                   | -                   | 7     | 3     |
| Total sur la carrière | Total sur la carrière | Total sur la carrière | 230         | 24          | 9                     | 2                     | -                              | 66                             | 8                              | -                   | 5                   | 0                   | 310   | 34    |

### But en sélection nationale
| No | Date        | Stade, ville, pays              | Adversaire | Résultat | Compétition             |
| -- | ----------- | ------------------------------- | ---------- | -------- | ----------------------- |
| 1  | 7 juin 2016 | Rose Bowl, Pasadena, États-Unis | Colombie   | D 1-2    | Copa América Centenario |